# Elecciones legislativas de Argentina de 1930
Las elecciones legislativas de Argentina de 1930 tuvieron lugar el 2 de marzo del mencionado año con el objetivo de renovar 81 de los 158 escaños la Cámara de Diputados de la Nación Argentina para el período 1930-1934. Fueron los primeros comicios de medio término que debía enfrentar el presidente Hipólito Yrigoyen tras su elección para un segundo mandato en 1928, y los primeros desde el estallido de la Gran Depresión en 1929, que afectó severamente la economía mundial y, al mismo tiempo, a la de Argentina.
En este contexto, la oficialista Unión Cívica Radical (UCR) experimentó un fuerte declive al recibir el 43% de los votos, pero debido a que el apoyo popular de Yrigoyen seguía siendo relativamente alto y a la división casi total de la oposición antipersonalista, conservadora, y progresista, el radicalismo no solo conservó la mayoría absoluta en la Cámara Baja sino que la incrementó en 10 bancas, conservando 100 de los 158 escaños bajo su control. La UCR Yrigoyenista triunfó en todas las provincias menos en Córdoba, donde triunfó el conservadurismo con el Partido Demócrata provincial, y en Capital Federal, donde se impuso por holgado margen el Partido Socialista Independiente (PSI) y el radicalismo quedó tercero.
El período posterior a las elecciones estuvo marcado por una escalada de la violencia mediática y política, a lo que se sumó una crisis económica creciente. La oposición acusó al gobierno de haber cometido fraude electoral en San Juan, Mendoza y Córdoba. El 6 de septiembre, tuvo lugar el primer golpe de Estado realizado con éxito en la Argentina, siendo derrocado Yrigoyen, disuelto el Congreso, suspendidas las elecciones e instaurada una dictadura militar de facto bajo el liderazgo de José Félix Uriburu.

## Contexto
La crisis económica global desatada por el derrumbe de Wall Street el 24 de octubre de 1929, nubló abruptamente el paisaje político y económico de la Argentina. Hipólito Yrigoyen, quien fuera elegido por un margen abrumador en 1928 para volver a ser Presidente de la Nación, avanzó una agenda progresista durante su primer año en el cargo, estableciendo un Ministerio de Salud, asegurando pactos comerciales con el Imperio Británico que promovió la industrialización por sustitución de importaciones y aumentando las inversiones en educación, ciencias, y la petrolera estatal, Yacimientos Petrolíferos Fiscales (YPF).  Esta última política convirtió a su administración en un objetivo de Standard Oil, que tenía intereses crecientes en el sector energético del país. El segundo mandato de Yrigoyen también heredó una considerable oposición interna proveniente ya de su administración de 1916-1922, cuando las diferencias de política con el ala conservadora de la UCR provocaron la intervención de dieciocho gobiernos provinciales por decreto. Sin embargo, esta oposición nunca había logrado la unidad y en el plano electoral no era rival para el popular Yrigoyen.
El colapso económico que siguió al desplome de 1929 resultó ser un verdadero desafío para Yrigoyen. Desdeñado por gran parte de los medios de comunicación por su edad y supuesta senilidad, el presidente reaccionó rápidamente ante la crisis. Dejó el crédito, se trasladó a retrasar los desalojos de fincas e intervino contra la masiva fuga de capitales al rescindir el estándar de oro en Argentina, obstaculizando el movimiento de oro en el extranjero (alrededor de 200 millones de dólares habían sido retirados de los bancos locales después del colapso a través de este mecanismo). Estas medidas ayudaron a mantener en alza la popularidad del presidente, lo mismo que un atentado contra su vida el 24 de diciembre de 1929, pero incrementaron su oposición en el sector financiero.
Del mismo modo, el retorno de Yrigoyen significó también la vuelta de las intervenciones federales a las provincias gobernadas por la oposición, política que se había relajado considerablemente durante el gobierno de Alvear. Dos controvertidas y violentas intervenciones a las provincias de San Juan, gobernada por el radicalismo bloquista y único distrito donde Yrigoyen perdió las elecciones presidenciales, a Mendoza, gobernada por el radicalismo lencinista, en diciembre de 1928, y una tercera más tarde a Corrientes, gobernada por el conservadurismo, a finales de 1929, llevaron a que la prensa opositora atacara durantemente al yrigoyenismo, acusándolo de ser autoritario. Del mismo modo, numerosos sectores del mismo radicalismo comenzaron a desertar, y algunos llamaron a los electores a abstenerse en los comicios legislativos. La oposición denunció que el gobierno cometería fraude en los distritos intervenidos. Se realizaron denuncias también en Córdoba, distrito competitivo entre la UCR y el Partido Demócrata local.

## Campaña
El año 1929 finalizó con el estallido de la crisis económica y una repentina desestabilización del país, destacándose numerosos actos de violencia durante el mes de diciembre. En medio de una sesión de la Cámara de Diputados entre los días 12 y 13 de dicho mes, en la que se discutía una nota sobre la intervención a Corrientes, se realizaron declaraciones controvertidas y agresiones verbales entre los diputados. Al día siguiente, en respuesta a la elección como decano de Juan Pablo Ramos, controvertido por sus inclinaciones fascistas, el Centro de Estudiantes de Derecho de la Universidad de Buenos Aires tomó el edificio de la facultad exigiendo su renuncia. Los estudiantes fueron desalojados por la fuerza después de tres días de asedio. El 24 de diciembre, mientras Yrigoyen salía de su residencia para dirigirse a la Casa Rosada, un inmigrante italiano de nombre Gualterio Marianelli, al que la prensa describió como «un militante anarquista», intentó disparar a Yrigoyen. El magnicidio fracasó por intervención del subcomisario Alfredo Pizzia Bonelli (que recibió uno de los tres balazos producidos) y el agresor fue rápidamente abatido por la escolta presidencial. El atentado contra Yrigoyen fue unánimemente condenado por todas las fuerzas políticas y provocó una amplia ola de repudio de parte del público. Del mismo modo, la respuesta calmada del presidente y su concurrencia a trabajar con tranquilidad en la casa de gobierno a pesar de la agresión incrementaron su popularidad de cara a las elecciones.
La campaña estuvo signada por numerosos actos de violencia política, cometidos por integrantes de la mayoría de los bandos. La oposición denunció que el gobierno de Yrigoyen mantenía a varias provincias competitivas «bajo la garra federal», (en referencia a las intervenciones federales) y que en el país no se podía votar libremente.

## Reglas electorales

### Sistema electoral
Los comicios se realizaron bajo el texto constitucional sancionado en 1853. Dicha carta magna establecía que la Cámara de Diputados de la Nación Argentina debía estar compuesta por representantes de cada uno de los distritos argentinos considerados "provincias", y la ciudad de Buenos Aires, en calidad de Capital Federal de la República. Por tal motivo, los territorios nacionales no gozaban de representación parlamentaria. Del mismo modo, los diputados se elegirían por mitades de manera escalonada cada dos años, con mandatos de cuatro años para cada diputado.
En ese momento existían trece provincias, lo que junto a la Capital Federal daba un total de catorce distritos electorales. El sistema electoral empleado era el de mayoría y minoría o lista incompleta, bajo el cual los dos partidos más votados obtenían toda la representación. También el sistema adoptó el Panachage el cual dio a los electores la posibilidad de tachar o adicionar candidatos en las listas. En algunas provincias, con tan solo dos diputados de representación, el escrutinio era en la práctica mayoritario, con las dos bancas correspondiendo al partido más votado. Estos distritos no renovaban de manera escalonada. La provincia de San Luis, con tres diputados, no renovó sus bancas en esta instancia porque ya lo había hecho en 1928.

### Bancas a renovar
| Provincia           | Bancas totales | Bancas a elegir | Bancas a elegir | Bancas a elegir |
| Provincia           | Bancas totales | Totales         | Mayoría         | Minoría         |
| ------------------- | -------------- | --------------- | --------------- | --------------- |
| Buenos Aires        | 42             | 19              | 13              | 6               |
| Capital Federal     | 32             | 14              | 10              | 4               |
| Catamarca           | 2              | 2               | 2               | —               |
| Córdoba             | 15             | 6               | 4               | 2               |
| Corrientes          | 7              | 4               | 3               | 1               |
| Entre Ríos          | 9              | 6               | 4               | 2               |
| Jujuy               | 2              | 2               | 2               | —               |
| La Rioja            | 2              | 2               | 2               | —               |
| Mendoza             | 6              | 3               | 2               | 1               |
| Salta               | 3              | 3               | 2               | 1               |
| San Juan            | 3              | 3               | 2               | 1               |
| San Luis            | 3              | —               | —               | —               |
| Santa Fe            | 19             | 10              | 7               | 3               |
| Santiago del Estero | 6              | 3               | 2               | 1               |
| Tucumán             | 7              | 4               | 3               | 1               |
| Total               | 158            | 81              | 58              | 23              |

## Resultados

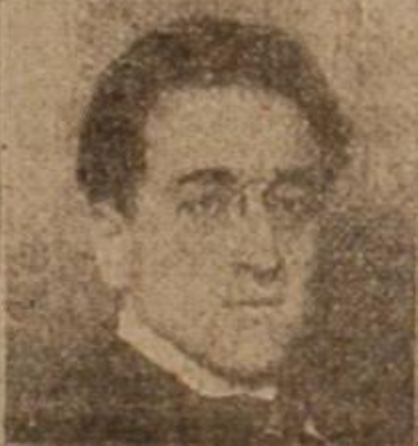
Antonio de Tomaso, del Partido Socialista Independiente, logró obtener una amplia victoria en Capital Federal, imponiéndose ante el Partido Socialista «antiguo» y arrastrando al oficialismo radical a un inédito tercer puesto porcentual.

El escrutinio en distritos de peso como Capital Federal, Buenos Aires y Córdoba duró varias semanas, con los últimos resultados anunciándose a mediados de abril. Los primeros guarismos evidenciaron una dramática derrota para la UCR en la ciudad de Buenos Aires, perdiendo casi 45.000 votos con respecto a los anteriores comicios. El Partido Socialista Independiente obtuvo un rotundo triunfo en dicho distrito, logrando el 37,16% de los votos y los diez diputados por la mayoría, que se vieron asegurados prácticamente desde el comienzo del conteo de votos. Su lista era encabezada por Antonio de Tomaso, que ya ejercía como diputado desde 1914 y había mantenido un duro discurso en contra de las intervenciones federales a gobiernos provinciales opositores. Las siguientes semanas fueron de incertidumbre con respecto a quien se ubicaría en el segundo puesto, con el radicalismo y el Partido Socialista oficial como contendientes. Finalmente, si bien la UCR se quedó con tres de los cuatro diputados por la minoría, con el socialista Nicolás Repetto ocupando la banca restante, se vio en términos de voto popular relegada a un sorpresivo y estrecho tercer puesto por 363 votos, constituyendo la mayor pérdida para el oficialismo en la jornada.
En el resto del país, la elección reflejó un leve pero igualmente notorio desgaste para el yrigoyenismo luego de más de una década de hegemonía política. A pesar de que nuevamente obtuvo más votos que cualquier otro partido y se impuso en doce de los trece distritos en disputa, la caída del apoyo a la UCR entre la clase media urbana se vio evidenciada en el hecho de que perdió en muchas capitales provinciales y otras ciudades de importancia (La Plata, San Fernando del Valle de Catamarca, Paraná, San Miguel de Tucumán) imponiéndose gracias a abrumadoras victorias en los distritos rurales. En el distrito de Santa Fe triunfó en La Capital, pero fue casi duplicada en votos por el Partido Demócrata Progresista en la ciudad de Rosario, urbe más poblada de la provincia. La oposición continuó mostrándose fragmentada, en algunos distritos imponiéndose fuerzas conservadoras y en otros radicales disidentes.
La crucial provincia de Buenos Aires, hasta entonces hegemónicamente yrigoyenista y por mucho el distrito más poblado del país (albergando para estas elecciones un 28,54% del electorado registrado), constituyó una competencia cerrada entre el oficialismo y el conservadurismo local, muy desgastado desde la instauración del sufragio secreto. En los anteriores comicios legislativos, de 1928, la UCR se había impuesto sobre una oposición dividida por un margen abrumador y había triplicado en voto al Partido Conservador. Tan solo dos años después, la distancia entre ambos partidos se redujo a poco más de cinco puntos (aproximadamente 18.000 votos) y los conservadores incrementaron su caudal en casi 90.000 sufragios, un 73% de aumento con respecto a 1928. El conservadurismo triunfó en varios distritos importantes de la provincia, incluyendo la capital, La Plata.
| Partido                             | Partido                                            | Partido                                            | Votos     | %     | Bancas      | Bancas      | Bancas      | Bancas      |
| Partido                             | Partido                                            | Partido                                            | Votos     | %     | Obtenidas   | +/-         | Totales     | +/-         |
| ----------------------------------- | -------------------------------------------------- | -------------------------------------------------- | --------- | ----- | ----------- | ----------- | ----------- | ----------- |
|                                     |                                                    | Unión Cívica Radical (UCR)                         | 612.994   | 42,53 | 47/81       | Sin cambios | —           | Sin cambios |
|                                     | Unión Cívica Radical Situacionista (UCR)           | 9.967                                              | 0,69      | 2/81  | Sin cambios | —           | Sin cambios |             |
| Total alianza                       | Total alianza                                      | Total alianza                                      | 622.961   | 43,22 | 49/81       | 4           | 100/158     | 11          |
|                                     |                                                    | Partido Conservador (PC)                           | 154.246   | 10,70 | 6/81        | 2           | 13/158      | 2           |
|                                     | Partido Demócrata de Córdoba (PD)                  | 78.050                                             | 5,41      | 4/81  | Sin cambios | 8/158       | 1           |             |
|                                     | Partido Liberal de Corrientes (PLCo)               | 19.465                                             | 1,35      | 1/81  | 1           | 1/158       | 2           |             |
|                                     | Coalición Autonomista - Antipersonalista           | 17.135                                             | 1,19      | —     | 2           | 2/158       | Sin cambios |             |
|                                     | Partido Liberal de Tucumán                         | 14.292                                             | 0,99      | 1/81  | Sin cambios | 2/158       | 2           |             |
|                                     | Partido Unión Provincial                           | 7.231                                              | 0,50      | 1/81  | 1           | 1/158       | 1           |             |
|                                     | Partido Liberal de Mendoza                         | 6.435                                              | 0,45      | —     | Sin cambios | —           | 1           |             |
| Total Confederación de las Derechas | Total Confederación de las Derechas                | Total Confederación de las Derechas                | 296.854   | 20,59 | 13/81       | 2           | 27/158      | 7           |
|                                     |                                                    | Unión Cívica Radical Unificada (UCR-U)             | 52.593    | 3,65  | 1/81        | 3           | 5/158       | 7           |
|                                     | Unión Cívica Radical Antipersonalista (UCR-A)      | 47.785                                             | 3,32      | 2/81  | 1           | 3/158       | 5           |             |
|                                     | Unión Cívica Radical Caballerista                  | 23.437                                             | 1,63      | —     | Sin cambios | —           | Sin cambios |             |
|                                     | Unión Cívica Radical Opositora                     | 13.402                                             | 0,93      | —     | Sin cambios | —           | Sin cambios |             |
|                                     | Unión Cívica Radical Corvalanista                  | 10.074                                             | 0,70      | —     | Sin cambios | —           | Sin cambios |             |
|                                     | Unión Cívica Radical Figueroísta                   | 6.558                                              | 0,45      | —     | Sin cambios | —           | Sin cambios |             |
|                                     | Unión Cívica Radical Principista                   | 3.481                                              | 0,24      | —     | Sin cambios | —           | Sin cambios |             |
|                                     | Unión Cívica Radical Disidente                     | 3.394                                              | 0,24      | —     | Sin cambios | —           | Sin cambios |             |
|                                     | Unión Cívica Radical Roja                          | 2.025                                              | 0,14      | —     | Sin cambios | —           | Sin cambios |             |
|                                     | Unión Cívica Radical de Tucumán (UCR-T)            | 1.905                                              | 0,13      | —     | Sin cambios | —           | Sin cambios |             |
| Total Radicalismo Antipersonalista  | Total Radicalismo Antipersonalista                 | Total Radicalismo Antipersonalista                 | 164.654   | 11,42 | 3/81        | 2           | 8/158       | 12          |
|                                     | Partido Socialista (PS)                            | Partido Socialista (PS)                            | 123.680   | 8,58  | 1/81        | 1           | 1/158       | 3           |
|                                     | Partido Socialista Independiente (PSI)             | Partido Socialista Independiente (PSI)             | 110.761   | 7,68  | 10/81       | 4           | 16/158      | 10          |
|                                     | Partido Demócrata Progresista (PDP)                | Partido Demócrata Progresista (PDP)                | 57.996    | 4,02  | 3/81        | 3           | 3/158       | 3           |
|                                     | Unión Cívica Radical Lencinista (UCR-L)            | Unión Cívica Radical Lencinista (UCR-L)            | 19.378    | 1,34  | 1/81        | Sin cambios | 2/158       | 1           |
|                                     | Defensa Provincial - Bandera Blanca (DP-BB)        | Defensa Provincial - Bandera Blanca (DP-BB)        | 12.778    | 0,89  | —           | Sin cambios | —           | Sin cambios |
|                                     | Partido Salud Pública (PSP)                        | Partido Salud Pública (PSP)                        | 12.307    | 0,85  | —           | Sin cambios | —           | Sin cambios |
|                                     | Partido Comunista (PC)                             | Partido Comunista (PC)                             | 6.863     | 0,48  | —           | Sin cambios | —           | Sin cambios |
|                                     | Unión Cívica Radical Bloquista (UCR-B)             | Unión Cívica Radical Bloquista (UCR-B)             | 2.885     | 0,20  | 1/81        | 1           | 1/158       | 1           |
|                                     | Partido Agrario                                    | Partido Agrario                                    | 2.476     | 0,17  | —           | Sin cambios | —           | Sin cambios |
|                                     | Partido Comunista de la República Argentina (PCRA) | Partido Comunista de la República Argentina (PCRA) | 2.361     | 0,16  | —           | Sin cambios | —           | Sin cambios |
|                                     | Partido Popular                                    | Partido Popular                                    | 2.263     | 0,16  | —           | Sin cambios | —           | Sin cambios |
|                                     | Otros                                              | Otros                                              | 3.204     | 0,22  | —           | Sin cambios | —           | Sin cambios |
|                                     |                                                    |                                                    |           |       |             |             |             |             |
| Votos positivos                     | Votos positivos                                    | Votos positivos                                    | 1.441.421 | 97,02 |             |             |             |             |
| Votos en blanco y anulados          | Votos en blanco y anulados                         | Votos en blanco y anulados                         | 31.920    | 2,15  |             |             |             |             |
| Diferencia de actas                 | Diferencia de actas                                | Diferencia de actas                                | 11.607    | 0,78  |             |             |             |             |
| Total de votos                      | Total de votos                                     | Total de votos                                     | 1.485.651 | 100   |             |             |             |             |
| Votantes registrados/participación  | Votantes registrados/participación                 | Votantes registrados/participación                 | 1.983.246 | 74,91 |             |             |             |             |

## Resultados por distrito
|  | 48,69 % |

|  | 43,44 % |

|  | 7,43 % |

|  | 0,17 % |

|  | 0,02 % |

|  | 0,25 % |

|  | 97,56 % |

|  | 2,43 % |

|  | 0,01 % |

|  | 100 % |

|  | 66,31 % |

|  | 37,16 % |

|  | 28,25 % |

|  | 28,12 % |

|  | 4,18 % |

|  | 0,78 % |

|  | 0,77 % |

|  | 0,74 % |

|  | 98,87 % |

|  | 1,13 % |

|  | 100 % |

|  | 86,13 % |

|  | 60,05 % |

|  | 39,51 % |

|  | 0,10 % |

|  | 0,09 % |

|  | 0,06 % |

|  | 0,06 % |

|  | 0,05 % |

|  | 0,01 % |

|  | 0,01 % |

|  | 0,01 % |

|  | 0,01 % |

|  | 0,01 % |

|  | 0,01 % |

|  | 0,01 % |

|  | 0,01 % |

|  | 0,01 % |

|  | 0,01 % |

|  | 0,01 % |

|  | 0,01 % |

|  | 0,01 % |

|  | 88,40 % |

|  | 11,59 % |

|  | 0,01 % |

|  | 100 % |

|  | 75,03 % |

|  | 49,07 % |

|  | 48,96 % |

|  | 1,18 % |

|  | 0,79 % |

|  | 96,80 % |

|  | 3,20 % |

|  | 100 % |

|  | 71,07 % |

|  | 44,75 % |

|  | 29,37 % |

|  | 25,86 % |

|  | 0,02 % |

|  | 98,50 % |

|  | 1,41 % |

|  | 0,09 % |

|  | 100 % |

|  | 76,62 % |

|  | 49,47 % |

|  | 47,69 % |

|  | 1,91 % |

|  | 0,93 % |

|  | 93,37 % |

|  | 6,62 % |

|  | 0,01 % |

|  | 100 % |

|  | 83,48 % |

|  | 72,88 % |

|  | 26,67 % |

|  | 0,13 % |

|  | 0,12 % |

|  | 0,04 % |

|  | 0,02 % |

|  | 0,02 % |

|  | 0,02 % |

|  | 0,02 % |

|  | 0,02 % |

|  | 0,01 % |

|  | 0,01 % |

|  | 0,01 % |

|  | 0,01 % |

|  | 0,01 % |

|  | 0,01 % |

|  | 0,01 % |

|  | 0,01 % |

|  | 0,01 % |

|  | 93,02 % |

|  | 1,83 % |

|  | 0,10 % |

|  | 5,06 % |

|  | 100 % |

|  | 72,21 % |

|  | 72,72 % |

|  | 27,28 % |

|  | 94,93 % |

|  | 5,07 % |

|  | 100 % |

|  | 74,62 % |

|  | 44,14 % |

|  | 35,49 % |

|  | 11,78 % |

|  | 3,71 % |

|  | 3,13 % |

|  | 0,65 % |

|  | 0,65 % |

|  | 0,20 % |

|  | 0,20 % |

|  | 0,04 % |

|  | 97,85 % |

|  | 2,15 % |

|  | 100 % |

|  | 81,70 % |

|  | 69,96 % |

|  | 28,88 % |

|  | 1,17 % |

|  | 91,62 % |

|  | 8,38 % |

|  | 100 % |

|  | 63,94 % |

|  | 80,97 % |

|  | 10,30 % |

|  | 8,33 % |

|  | 0,40 % |

|  | 99,06 % |

|  | 0,94 % |

|  | 100 % |

|  | 74,81 % |

|  | 36,76 % |

|  | 31,10 % |

|  | 17,02 % |

|  | 12,57 % |

|  | 1,28 % |

|  | 1,18 % |

|  | 0,10 % |

|  | 95,36 % |

|  | 4,64 % |

|  | 100 % |

|  | 79,82 % |

|  | 41,91 % |

|  | 37,45 % |

|  | 18,09 % |

|  | 2,56 % |

|  | 97,65 % |

|  | 2,35 % |

|  | 100 % |

|  | 68,89 % |

|  | 33,88 % |

|  | 19,20 % |

|  | 18,00 % |

|  | 17,16 % |

|  | 3,90 % |

|  | 3,33 % |

|  | 2,56 % |

|  | 1,97 % |

|  | 99,21 % |

|  | 0,79 % |

|  | 100 % |

|  | 73,35 % |

1. ↑  Electo para completar el mandato de Rodolfo P. Sarrat (1928-1932).
2. ↑  Falleció el 12 de agosto de 1930. No llegó a elegirse un sucesor debido al golpe de estado.
3. ↑  Electo para completar el mandato de Jorge Raúl Rodríguez (1928-1932).
4. ↑  No se incorporó. No llegó a elegirse un sucesor debido al golpe de estado.

## Consecuencias
Derrotados en las urnas, los oponentes de Yrigoyen tanto en la política doméstica como en las juntas directivas corporativas extranjeras redoblaron sus esfuerzos, organizando editoriales de noticias, debates legislativos y, en última instancia, elementos del ejército argentino contra el líder envejecido. Una resolución del 9 de agosto en la Cámara Baja, firmada por 44 conservadores, exigió la renuncia de Yrigoyen, y luego de numerosos enfrentamientos y actos de sabotaje, los generales José Félix Uriburu y Agustín Pedro Justo tomaron el poder en un golpe de Estado el 6 de septiembre.